# Französische Frauen-Feldhandballnationalmannschaft
Die französische Frauen-Feldhandballnationalmannschaft vertrat Frankreich bei Länderspielen und internationalen Turnieren.
Der größte Erfolg war der vierte Platz bei der Weltmeisterschaft 1949.

## Weltmeisterschaften
Die französische Handballnationalmannschaft nahm an zwei der drei bis 1960 ausgetragenen Feldhandball-Weltmeisterschaften teil.
| Jahr | Gastgeberland  | Teilnahme bis…    | Ergebnis                    | Rang            |
| ---- | -------------- | ----------------- | --------------------------- | --------------- |
| 1949 | Ungarn         | Platzierungsrunde | Frankreich 0. Punkte        | 4. Platz        |
| 1956 | BR Deutschland | Spiel um Platz 5  | Jugoslawien 10:3 Frankreich | 6. Platz        |
| 1960 | Niederlande    | keine Teilnahme   | keine Teilnahme             | keine Teilnahme |